# Petinomys setosus
Petinomys setosus — вид гризунів родини Sciuridae. Зустрічається в Індонезії, Малайзії, Брунеї, М'янмі та Таїланді. Зустрічається в сухих листяних лісах, вологих первинних лісах і невеликих сільських каучукових плантаціях.

## Морфологічні особливості
P. setosus досягає довжини голови та тіла приблизно 11,5 сантиметрів, а довжина хвоста — приблизно 9–11 сантиметрів. Вага становить близько 40 грамів, хоча тварини в північній частині ареалу трохи більші та важчі. Забарвлення спини й хвоста тварин зазвичай чорно-буре з темно-коричневими верхніми поверхнями ковзних перетинок. Черево білувате, рожеве або піщано-коричневе. Щоки сірі, іноді з рожевим або білим відтінком. Тварини північних популяцій мають сірі плечі та відмітку на обличчі, яка складається з чорного кільця на оці та лінії носа. Ці тварини також мають плямисті поверхні спини та білий кінчик хвоста.

## Спосіб життя
Веде нічний спосіб життя та живе на деревах. Харчується насінням і плодами.